# Лангский ярус
| система                                                                          | отдел      | ярус          | Ниж. граница, млн лет |
| -------------------------------------------------------------------------------- | ---------- | ------------- | --------------------- |
| Антропоген                                                                       | Плейстоцен | Гелазский     | 2,58                  |
| Неоген                                                                           | Плиоцен    | Пьяченцский   | 3,600                 |
| Неоген                                                                           | Плиоцен    | Занклский     | 5,333                 |
| Неоген                                                                           | Миоцен     | Мессинский    | 7,246                 |
| Неоген                                                                           | Миоцен     | Тортонский    | 11,63                 |
| Неоген                                                                           | Миоцен     | Серравальский | 13,82                 |
| Неоген                                                                           | Миоцен     | Лангский      | 15,98                 |
| Неоген                                                                           | Миоцен     | Бурдигальский | 20,45                 |
| Неоген                                                                           | Миоцен     | Аквитанский   | 23,04                 |
| Палеоген                                                                         | Олигоцен   | Хаттский      | больше                |
| Деление и золотые гвозди в соответствии с IUGS по состоянию на декабрь 2024 года |            |               |                       |

Лангский ярус (по холмам Ланг в Италии) — третий снизу ярус миоценового отдела неогеновой системы. Породы лангского яруса образовались на протяжении лангского века, продолжавшегося от 15,97 ± 0,05 до 13,82 ± 0,05 млн лет назад.
Лангский ярус был выделен  маркизом Лоренцо Парето в 1865 году к северу от Чевы на Севере Италии. Ярус проявляется на высоких холмах Ланге, которые в Бормиде пересекает верхняя часть долины реки Бельбо, в части холмов вдоль течения рек Леммо и Серивия, на некоторых участках долин рек Куроне и Стаффора, в серии холмов от Суперги до Казале и Валанса.
Лангскому ярусу предшествует бурдигальский ярус, за ним следует серравальский ярус.